# 前橋工科大学
前橋工科大学（まえばしこうかだいがく、英語: Maebashi Institute of Technology）は、群馬県前橋市上佐鳥町460-1に本部を置く日本の公立大学。1952年創立、1997年大学設置。大学の略称は前工大、MIT。

## 沿革
- 1952年 前身の前橋市立工業短期大学設置
- 1997年 前橋工科大学設立
- 2001年 大学院博士前期課程設置
- 2003年 大学院博士後期課程設置
- 2007年 工学部学科改編
- 2011年 大学院博士前期課程改編
- 2022年 工学部学科改編

## 学部・学群（学科）
工学部

### 学群（2022年度入学者から）
- 建築・都市・環境工学群
- 情報・生命工学群

### 学科（2021年度入学生をもって募集を停止）
- 社会環境工学科
- 建築学科
- 生命情報学科
- システム生体工学科
- 生物工学科
- 総合デザイン工学科（夜間開講）

## 大学院・専攻
同じ課程内ならば、専攻している科目以外の単位を取得することも可能で、上限の範囲内で卒業に必要な単位として認められる。
各専攻とも昼夜開講制を採用しており、夜間・休日に開講される講義を受講することで修了に必要な単位を取得できる。このため日中の勤務を終えてから登校する社会人学生もいる。また、地方で勤務する技術者・研究者にとって貴重な再教育の機会を提供している。
- 工学研究科
  - 博士前期課程
    - 建設工学専攻
    - 建築学専攻
    - 生命情報学専攻
    - システム生体工学専攻
    - 生物工学専攻

  - 博士後期課程
    - 環境・生命工学専攻

## 大学関係者と組織

### 大学関係者一覧
- 前橋工科大学の人物一覧

## 機関・施設

### 付置研究機関
- 地域連携推進センター

地域連携推進センターは、地域・産業界・国内の研究機関と連携し、地域のまちづくりと産業の発展に貢献、かつ大学の知見の提供の窓口となることで、工科系大学の教育・研究の成果を広く地域社会の還元するための機関である。

### 附属施設
- 附属図書館

### 学生食堂
キャンパス内の「メイビットホール」と呼ばれる厚生施設の2階に学食（正式名称グリーンポエム）があり、学外者も利用できる。営業時間は11:00～13:30。
揚げ物を使用したメニューが充実しており、特に「メンハム定食」（メンチカツとハムカツの定食）や「かきあげ丼」が人気。日替わり定食は「工科定食」、コロッケ定食は「コロコロ」と呼ばれている。

### 売店
「メイビットホール」に隣接して売店がある。講義に参加する上で必要な道具、教科書はこの売店で購入できる。学期始めの教科書販売期間中は営業時間が延長される。本学のオリジナルグッズである「学章入りレポート用紙」もこの売店で購入可能である。

## キャンパスへのアクセス
最寄駅はJR前橋駅で、駅から4kmほど離れている。大学正門前に永井運輸のバス停があるが本数は少ない。
駐車場は比較的広く、遠方から通学する学生や、夜間主コースに在籍する社会人は自動車通学の者が多い。

## 学生生活

### 食事
大学周辺にはコンビニや食堂などがあり、主な店舗としてローソンがある。その他にも、ラーメン店、うどん店、パン屋などの飲食店が点在している。
また、学生の半数は他県出身者であるため独り暮らしの学生が多く、大学に寮が設けられていないこともあり、自炊を行う学生も多い。ヤオコーやカワチなどのスーパーマーケット、2007年に開店したショッピングモールけやきウォーク等が用いられる。

### 学祭
学園祭は毎年11月初旬に開催されている。様々なイベントが企画されるが、目玉は芸人を招くお笑いライブである。

## 対外関係

### 単位互換協定
協定先の大学で開講されている授業を受けることができ、上限の範囲内で専門選択科目の単位として認定される。
- 高崎経済大学
- 群馬県立女子大学
- 群馬大学
- 群馬県立県民健康科学大学

### 教育・研究の連携
科学技術の振興、および地域文化の発展のために、構成員・学術の交流、教育研究の相互協力を行っている。
- 群馬大学
- 前橋商工会議所

## 不祥事
2007年度、2008年度の学生便覧に掲載した教育理念が、岡山大学の教育理念を無断で引き写したものであった。大学の「教育理念」3項目は岡山大学の理念の順序を入れ替え、語尾のみ丁寧文に直した文章であり、工学部の「育成のための教育理念」5項目は岡山大学の理念とほぼ同一の文章であった。2008年6月ごろに教員の指摘で発覚し、同年11月26日に公表された。